# Случай на шахте восемь
«Случай на шахте восемь» — советский художественный фильм, снятый режиссёром Владимиром Басовым по сценарию Валерия Фрида и Юлия Дунского в 1957 году. Премьера фильма состоялась 14 января 1958 года.

## Сюжет
После окончания института в Ленинграде молодой геолог Володя Батанин приезжает работать по распределению на угольный комбинат в Заполярье. Володя быстро проявляет себя хорошим специалистом, переживающим за общее дело, и становится секретарём парткома шахты № 8. Вокруг трудностей с организацией работы шахты и официальных отчётов о работе шахты у Батанина возникает острый производственный конфликт с начальником комбината Егором Денисовичем Краевым, который осложняется тем, что Володя влюблён в дочь Краева Аллу.

## В ролях
- Анатолий Кузнецов — Володя Батанин, молодой геолог
- Наталья Фатеева — Алла Краева
- Николай Боголюбов — Егор Денисович Краев, начальник угледобывающего комбината
- Георгий Куликов — Иван Васильевич Гущин
- Борис Кордунов — Борис Тасин
- Юрий Саранцев — Капралов
- Афанасий Кочетков — Сергей Байков, шахтёр
- Лариса Качанова — Валя Самохина, женщина с ребёнком
- Николай Граббе — Волков, начальник отдела кадров
- Николай Парфёнов — Фирсов, начальник участка
- Алексей Ян — Арсений Павлович, пожилой геолог
- Дмитрий Орловский — старый рабочий, у которого разрушили дом
- Пётр Любешкин — шахтёр на собрании
- Олег Мокшанцев — работник шахты
- Александр Лебедев — Казюлин
- Степан Борисов — навалоотбойщик

## Съёмочная группа
- Режиссёр: Владимир Басов
- Сценаристы: Валерий Фрид, Юлий Дунский
- Художник по костюмам: Валентин Перелётов

## Песни из фильма
- «Раскудря-кудрявая девчонка, девчонка, девчонка, что обходишь ты меня сторонкой, сторонкой и не глядишь ты на меня» (музыка — М. П. Зив, слова — В. Н. Коростылёв). В фильме песня звучит в исполнении Анатолия Кузнецова, который за всю свою карьеру актёра единственный раз спел в кино[1].

## Отзывы
Казалось бы, типовой сюжет советского искусства периода «оттепели», аналог «Битвы в пути» Галины Николаевой, которую Басов экранизирует позже: борьба молодого и старого, сталинской штурмовщины и «оттепельного» гуманизма. Тот же набор положительных идеалов: правда, научная организация труда, человек как ценность. Мораль фильма — партия разберётся, народ всегда поймёт. Но когда смотришь сейчас эту картину, сквозь советские реалии проступают события последних десятилетий.— Иван Кучаев

Уже в 1957-м появляется «Случай на шахте восемь» Владимира Басова с Николаем Боголюбовым в роли Краева, зазнавшегося начальника горно-обогатительного комбината. Краев думает о цифрах, но не о людях, и борьба с ним молодого парторга (Анатолий Кузнецов) вызывает в памяти «Великого гражданина» Фридриха Эрмлера.— «Коммерсантъ»

## Создание фильма
Фильм снимался в городе Инта (Коми), где с 1950 по 1954 в Минлаге отбывали срок по 58 статье, а затем были определены на поселение (до реабилитации в 1956 году) сценаристы фильма Фрид и Дунский. По словам Владимира Меньшова, написав сценарий фильма и отправив рукопись на «Мосфильм», Фрид и Дунский «загадали: если сценарий примут, то они получают расчет на работе и перебираются в Москву, а если нет — остаются в Инте и до конца дней своих работают по вольному найму на шахте».